# Scapidonus horridus
Scapidonus horridus är en insektsart som beskrevs av Nielson 1983. Scapidonus horridus ingår i släktet Scapidonus och familjen dvärgstritar. Inga underarter finns listade i Catalogue of Life.